# 丹羽長守
丹羽 長守（にわ ながもり）は、江戸時代の旗本。長崎奉行・江戸町奉行（初代中町奉行、のち北町奉行に転じる）を務めた。官位は従五位下・遠江守。

## 生涯

### 生い立ち
1000石取りの旗本・丹羽長吉の子として生まれる。長守の家は、丹羽長秀の六男・丹羽長次（丹羽長紹、左近）に始まる家で、長守はその孫にあたる。
寛文10年（1670年）に4代将軍徳川家綱に拝謁。寛文12年（1672年）5月26日、小姓組の番士となる。二の丸において的射が行われた際に、弓術を披露し、褒美として呉服が与えられた。

### 家督継承
元禄元年（1688年）12月9日、父の死を受けての家督継承が認められる。元禄4年（1691年）閏8月26日より屋敷改を務める。元禄5年（1692年）12月23日には、浅草寺普請の功績により時服2領、羽織1領、黄金2枚を賜った。
元禄6年（1693年）5月10日、使番に昇進。同年12月18日に布衣を許される。元禄7年（1694年）4月14日に目付に転じた。

### 長崎奉行
元禄8年（1695年）2月5日には長崎奉行に就任（当時の相役は宮城和澄・近藤用章）、同日常陸国信太・新治両郡内で500石の加増を受け、知行は合計1500石となった。同年8月6日、従五位下・遠江守に叙任。
長崎奉行在任中の元禄11年（1698年）、糸割符商人らの会所を再編し、長崎会所が設立された。長崎会所は長崎奉行の支配下（幕府勘定所の監督も受けた）で貿易を統括するとともに、長崎の市政にも携わった。
元禄14年（1701年）には大坂に銅座が設置（再置）され、銅商人の統制と集荷が強化されるとともに、長崎会所と提携して長崎からの銅輸出に関する業務を管掌することとなった。幕府（当時の勘定奉行は荻原重秀）の銅貿易官営化の一環であり、長守ら長崎奉行（相役は近藤用章・大島義也）もこの政策の実施に関わっている。

### 江戸町奉行（中町奉行）
元禄15年（1702年）閏8月15日、町奉行に就任。江戸時代の大半の時期において町奉行は2人制であったが、長守の就任以後、享保4年（1719年）までの16年間は3人制となった。長守の就任時、既存の町奉行所（町奉行の役宅）は常盤橋門内と鍛冶屋橋門内に所在しており、相対的な位置関係から北町奉行所（同時代的な呼称としては「北（の）御番所」、北番所）と南町奉行所（南番所）と呼ばれていた。長守の役宅は両者の中間にあたる呉服橋門内に設けられたため「中町奉行所」（中番所）と呼称され、この役宅で執務する長守は初代「中町奉行」とみなされる。
宝永4年（1707年）4月22日、長守は北町奉行に転じたとされる。これは最も北に所在していた松野助義の役宅（北町奉行所）が旧南町奉行所より南の数寄屋橋内に移転し、相対的な位置関係とともに奉行所の呼称が変わったためであり、同様に松野助義は北町奉行から南町奉行に、坪内定鑑は南町奉行から中町奉行に転じたと見なされる。長守は同じ役宅で引き続き執務した。

### 町奉行辞職以後
正徳4年（1714年）1月16日に職を辞し、旗本寄合席に列した。同年6月26日に隠居し、養老料300俵を与えられる。享保11年（1726年）に84歳で没。
孫の丹羽高寛（丹羽長道の子）は、本家にあたる二本松藩主・丹羽秀延の養子となり、第5代二本松藩主となる。

## 丹羽長守が登場する作品

### テレビドラマ
- 江戸中町奉行所（1990年、1992年、テレビ東京 / 松竹） - 演：丹波哲郎[10]